# Orientierungslauf-Weltcup 2015
Der Orientierungslauf-Weltcup 2015 ist die 21. Auflage der internationalen Wettkampfserie im Orientierungslauf.
Ausgetragen wird er mit insgesamt 14 Wettbewerben in Australien, Norwegen, Schweden, im Vereinigten Königreich und in der Schweiz.

## Austragungsorte
| Runde | Wettkampf | Datum        | Austragungsort | Wettbewerb    | Bemerkung               |
| ----- | --------- | ------------ | -------------- | ------------- | ----------------------- |
| 1     | 1         | 2.–3. Januar | Tasmanien      | Sprint        | Ozeanienmeisterschaften |
| 1     | 2         | 8. Januar    | Tasmanien      | Mitteldistanz | Ozeanienmeisterschaften |
| 1     | 3         | 10. Januar   | Tasmanien      | Langdistanz   | Ozeanienmeisterschaften |
| 2     | 4         | 3. Juni      | Halden         | Langdistanz   |                         |
| 2     | 5         | 5. Juni      | Halden         | Sprintstaffel |                         |
| 2     | 6         | 6. Juni      | Lysekil        | Sprint        |                         |
| 2     | 7         | 7. Juni      | Uddevalla      | Mitteldistanz |                         |
| 3     | 8         | 1. August    | Inverness      | Sprintstaffel | Weltmeisterschaften     |
| 3     | 9         | 2. August    | Inverness      | Sprint        | Weltmeisterschaften     |
| 3     | 10        | 4. August    | Inverness      | Mitteldistanz | Weltmeisterschaften     |
| 3     | 11        | 7. August    | Inverness      | Langdistanz   | Weltmeisterschaften     |
| 4     | 12        | 2. Oktober   | Arosa          | Langdistanz   |                         |
| 4     | 13        | 3. Oktober   | Arosa          | Mitteldistanz |                         |
| 4     | 14        | 4. Oktober   | Arosa          | Sprintstaffel |                         |

## Einzel-Ergebnisse

### Herren
| Datum      | Ort       | Distanz | 1. Platz                                              | 2. Platz                                              | 3. Platz                                              | Anmerkungen |
| ---------- | --------- | ------- | ----------------------------------------------------- | ----------------------------------------------------- | ----------------------------------------------------- | ----------- |
| 3. Januar  | Tasmanien | Sprint  | Matthias Kyburz (15:06)                               | Daniel Hubmann (+0:33)                                | Gustav Bergman (+0:39)                                | 4,35 km     |
| 8. Januar  | Tasmanien | Mittel  | Daniel Hubmann (31:48)                                | Olav Lundanes (+0:55)                                 | Matthias Kyburz (+1:24)                               | 5,2 km      |
| 10. Januar | Tasmanien | Lang    | Matthias Kyburz (1:18:29)                             | Daniel Hubmann (+1:17)                                | Gustav Bergman (+1:52)                                | 13,2 km     |
| 3. Juni    | Halden    | Lang    | Matthias Kyburz (1:29:57)                             | Thierry Gueorgiou (+1:59)                             | Gustav Bergman (+2:33)                                | 14,4 km     |
| 6. Juni    | Lysekil   | Sprint  | Annulliert aufgrund von Problemen mit der Zeitnehmung | Annulliert aufgrund von Problemen mit der Zeitnehmung | Annulliert aufgrund von Problemen mit der Zeitnehmung |             |
| 7. Juni    | Uddevalla | Mittel  | Thierry Gueorgiou (39:46)                             | William Lind (+0:25)                                  | Matthias Kyburz (+0:33)                               | 6,44 km     |
| 2. August  | Inverness | Sprint  | Jonas Leandersson (13:12)                             | Martin Hubmann (+0:02)                                | Jerker Lysell (+0:04)                                 | 4,1 km      |
| 4. August  | Inverness | Mittel  | Daniel Hubmann (34:23)                                | Lucas Basset (+0:03)                                  | Olle Boström (+0:13)                                  | 6,17 km     |
| 7. August  | Inverness | Lang    | Thierry Gueorgiou (1:39:46)                           | Daniel Hubmann (+0:25)                                | Olav Lundanes (+0:57)                                 | 15,4 km     |
| 2. Oktober | Arosa     | Lang    | Daniel Hubmann (1:31:19)                              | Carl Godager Kaas (+2:14)                             | Olav Lundanes (+2:44)                                 | 12,5 km     |
| 3. Oktober | Arosa     | Mittel  | Daniel Hubmann (35:35)                                | Rusan Glibov (+1:04)                                  | Baptiste Rollier (+1:14)                              | 6,4 km      |

### Damen
| Datum      | Ort       | Distanz | 1. Platz                                              | 2. Platz                                              | 3. Platz                                              | Anmerkungen |
| ---------- | --------- | ------- | ----------------------------------------------------- | ----------------------------------------------------- | ----------------------------------------------------- | ----------- |
| 3. Januar  | Tasmanien | Sprint  | Tove Alexandersson (14:58)                            | Judith Wyder (+1:02)                                  | Sara Lüscher (+1:15)                                  | 3,75 km     |
| 8. Januar  | Tasmanien | Mittel  | Tove Alexandersson (29:40)                            | Mari Fasting (+2:38)                                  | Maria Magnusson (+4:02)                               | 4 km        |
| 10. Januar | Tasmanien | Lang    | Tove Alexandersson (1:13:03)                          | Sara Lüscher (+3:51)                                  | Emma Johansson (+4:24)                                | 9,5 km      |
| 3. Juni    | Halden    | Lang    | Ida Bobach (1:07:17)                                  | Tove Alexandersson (+1:05)                            | Svetlana Mironova (+5:28)                             | 9,13 km     |
| 6. Juni    | Lysekil   | Sprint  | Annulliert aufgrund von Problemen mit der Zeitnehmung | Annulliert aufgrund von Problemen mit der Zeitnehmung | Annulliert aufgrund von Problemen mit der Zeitnehmung |             |
| 7. Juni    | Uddevalla | Mittel  | Helena Johansson (35:28)                              | Nadiya Volynska (+1:41)                               | Emma Johansson (+1:44)                                | 5,07 km     |
| 2. August  | Inverness | Sprint  | Maja Alm (13:32)                                      | Nadiya Volynska (+0:40)                               | Galina Vinogradova (+0:52)                            | 3,8 km      |
| 4. August  | Inverness | Mittel  | Annika Billstam (35:46)                               | Merja Rantanen (+0:50)                                | Emma Johansson (+1:18)                                | 5,3 km      |
| 7. August  | Inverness | Lang    | Ida Bobach (1:15:35)                                  | Mari Fasting (+2:44)                                  | Svetlana Mironova (+3:04)                             | 9,72 km     |
| 2. Oktober | Arosa     | Lang    | Anne Margrethe Hasken Nordberg (1:19:52)              | Sabine Hauswirth (+3:18)                              | Sara Lüscher (+5:03)                                  | 8,8 km      |
| 3. Oktober | Arosa     | Mittel  | Catherine Taylor (34:13)                              | Nadiya Volynska (+1:46)                               | Sara Lüscher (+1:52)                                  | 5,6 km      |

## Gesamtwertung

### Einzel
| Herren | Herren | Herren            | Herren |
| Platz  | Land   | Athlet            | Punkte |
| ------ | ------ | ----------------- | ------ |
| 1      | SUI    | Daniel Hubmann    | 790    |
| 2      | SUI    | Matthias Kyburz   | 605    |
| 3      | NOR    | Olav Lundanes     | 384    |
| 4      | SWE    | Gustav Bergmann   | 353    |
| 5      | NOR    | Mange Daehli      | 322    |
| 6      | FRA    | Thierry Gueorgiou | 317    |
| 7      | SWE    | William Lind      | 311    |
| 8      | UKR    | Ruslan Glibov     | 271    |
| 9      | FIN    | Mårten Boström    | 249    |
| 10     | UKR    | Oleksandr Kratov  | 240    |

| Damen | Damen | Damen                          | Damen  |
| Platz | Land  | Athletin                       | Punkte |
| ----- | ----- | ------------------------------ | ------ |
| 1     | SWE   | Tove Alexandersson             | 540    |
| 2     | SUI   | Sara Lüscher                   | 487    |
| 3     | UKR   | Nadiya Volynska                | 459    |
| 4     | DEN   | Ida Schwartz Bobach            | 421    |
| 5     | SWE   | Emma Johansson                 | 362    |
| 6     | SUI   | Sabine Hauswirth               | 319    |
| 7     | GBR   | Catherine Taylor               | 311    |
| 8     | SUI   | Judith Wyder                   | 301    |
| 9     | NOR   | Anne Margrethe Hasken Nordberg | 279    |
| 10    | SUI   | Julia Jakob                    | 275    |

### Sprint-Staffel
| \| Platz \| Land \| Punkte \| \| ----- \| ----------- \| ------ \| \| 1 \| Dänemark \| 225 \| \| 2 \| Schweiz \| 210 \| \| 3 \| Schweden \| 205 \| \| 4 \| Finnland \| 170 \| \| 5 \| Norwegen \| 153 \| \| 6 \| Russland \| 134 \| \| 7 \| Tschechien \| 121 \| \| 8 \| Polen \| 90 \| \| 9 \| Italien \| 87 \| \| 10 \| Deutschland \| 77 \| |             |        |
| Platz | Land        | Punkte |
| 1 | Dänemark    | 225    |
| 2 | Schweiz     | 210    |
| 3 | Schweden    | 205    |
| 4 | Finnland    | 170    |
| 5 | Norwegen    | 153    |
| 6 | Russland    | 134    |
| 7 | Tschechien  | 121    |
| 8 | Polen       | 90     |
| 9 | Italien     | 87     |
| 10 | Deutschland | 77     |

### Runde 1
- World Cup 2015 Round 1 IOF
- Veranstaltungswebsite

### Runde 2
- World Cup 2015 Round 2 IOF

### Runde 3
- World Cup 2015 Round 3 IOF
- Veranstaltungswebsite der Weltmeisterschaften

### Runde 4
- World Cup 2015 Round 4 IOF
- Veranstaltungswebsite